# Ermita de la Virgen de la Aparecida
La ermita de la Virgen de la Aparecida es un edificio situado en el despoblado de Mazuelos, del municipio de Valverde del Majano, perteneciente a la provincia de Segovia, en la comunidad autónoma de Castilla y León.

## Historia
El templo está situado en el despoblado español de Mazuelos, dentro del municipio segoviano de Valverde del Majano. Aparece descrito en el segundo volumen del Diccionario geográfico-estadístico-histórico de España y sus posesiones de Ultramar de Pascual Madoz con las siguientes palabras:

APARECIDA (Ntra. Sra. de la): santuario en desp. de la prov. y part. jud. de Segovia, térm. desp. de Mazuelos, jurisd. de Valverde del Majano: sit. á 1 leg. O. de Segovia, sobre un pequeño cerro, á la orilla del camino que conduce desde esta c. al citado Valverde, y muy inmediato á la confluencia del r. Milanillos con el Eresma, en el lugar donde se halló antiguamente la ermita de la Magdalena: haciéndose una escavacion en diciembre del año 1623, cerca de esta ermita (que se cree seria la ant. igl. de Mazuelos), se encontró un cadáver y á sus pies una caja de piedra pizarra que contenia una imágen de Ntra. Sra., la cual se colocó en el altar de la misma ermita con el título de Ntra. Sra. del Sepulcro: por los años de 1634 al 40, se la comenzó á llamar Ntra. Sra. de la Aparecida, y se agregaron á su fáb. los diezmos de granos y corderos que de inmemorial la Magdalena tenia; con cuyo auxilio y el de las limosnas y oblaciones de los fieles, que aumentaron con la devocion á mediados de aquel siglo, se dió principio á la construccion del santuario tal como hoy existe, aunque reparado y renovado en los años 1802 y 1803; el cual consiste en una igl. de 78 pies de long., 26 de lat. y dos casitas unidas á ella, que pudisesen servir de habitacion á un capellan, al mayordomo y santero; en el dia solo la habitan este y su familia: durante la obra se llevó la imágen á la igl. de Valverde, y en 7 de agosto de 1664 se hizo la traslacion á su nuevo templo; y con este motivo hubo una funcion religiosa concurridisima de las gentes de Segovia y pueblos comarcanos.
(Madoz, 1845, pp. 364-365)